# Astarte (zespół muzyczny)
Astarte – grecka żeńska grupa muzyczna wykonująca black metal, powstała w 1995 roku w Atenach. Jej nazwa pochodzi od Astarte - fenickiej i kananejskiej bogini miłości, płodności i wojny.

## Historia
Zespół Astarte powstał we wrześniu 1995 roku pod nazwą Lloth w Eleusis, miejscowości znajdującej się na przedmieściach Aten. Początkowy skład zespołu to Maria Kolokouri nosząca pseudonim "Tristessa", Nemesis i Kinthia. Podczas nagrywania dema Dancing in the Dark Lakes of Evil wspomagał je Nikos, perkusista greckiego Invocation, później dołączył do zespołu jako "Psychoslaughter". Krótko po wydaniu pierwszego dema w 1997 roku, zespół oficjalnie przyjął nazwę Astarte. 
Debiutancki pierwszy pełny album zatytułowany Doomed Dark Years ukazał się 1 stycznia 1998 roku nakładem Black Lotus Records. Kolejne dwa albumy również wydała wytwórnia Black Lorus. Po zmianach personalnych w zespole, kiedy odeszła Nemesis i Kinthia, a na ich miejsce pojawiły się Katharsis i Hybris, wydano jeszcze dwa albumy nakładem Avantgarde Music. 

## Muzycy
| - Maria "Tristessa" Kolokouri (zm. 10.08.2014)– śpiew, gitara, gitara basowa, instrumenty klawiszowe (od 1995) - Derketa – instrumenty klawiszowe (od 2008) - Ice – perkusja - Lycon – gitara sesyjnie, gitara basowa - Hybris – gitara - Nemesis – gitara (1995–2003) - Kinthia – gitara, śpiew (1995–2003) - Katharsis – instrumenty klawiszowe (2003–2008) - Psychoslaughter – perkusja sesyjnie (1995–1997) - Stelios Darakis – perkusja - Stelios Mavromitis – gitara - Nicolas Maiis – śpiew | - Nicolas Maiis z Lloth (God Among Men, płyta Demonized) - Attila Csihar z Mayhem (Lycon, płyta Demonized) - Henri Sattler z God Dethroned (Queen of the Damned, płyta Demonized) - Angela Gossow z Arch Enemy (Black at Heart, płyta Demonized) - Nicolas Maiis z Lloth (Bitterness Of Mortality (MecomaN), płyta Sirens) - Sakis Tolis z Rotting Christ (Oceanus Procellarum (Liquid Tomb), płyta Sirens) - Shagrath z Dimmu Borgir (The Ring of Sorrow, płyta Sirens) |

## Dyskografia
jako Lloth
| Dancing in the Dark Lakes of Evil (demo) | Dancing in the Dark Lakes of Evil (demo) | Dancing in the Dark Lakes of Evil (demo) |
| Nr                                       | Tytuł utworu                             | Długość                                  |
| ---------------------------------------- | ---------------------------------------- | ---------------------------------------- |
| 1.                                       | „Intro”                                  | 01:21                                    |
| 2.                                       | „The Offering...”                        | 03:30                                    |
| 3.                                       | „Empress of the Shadow Land”             | 05:30                                    |
| 4.                                       | „...In the Weep of the Ocean”            | 06:17                                    |
| 5.                                       | „Mournfull”                              | 01:29                                    |
| 6.                                       | „Satisfaction of the Dead”               | 04:17                                    |
| 7.                                       | „Reaching the Palace”                    | 04:23                                    |
| 8.                                       | „Outro”                                  | 01:20                                    |
|                                          |                                          | 28:07                                    |

jako Astarte
| Doomed Dark Years | Doomed Dark Years                                  | Doomed Dark Years |
| Nr                | Tytuł utworu                                       | Długość           |
| ----------------- | -------------------------------------------------- | ----------------- |
| 1.                | „Passage to Eternity”                              | 02:29             |
| 2.                | „Voyage of Eternal Life”                           | 09:31             |
| 3.                | „Thorns of Charon - Part I (Astarte's Call)”       | 08:54             |
| 4.                | „Doomed Dark Years”                                | 05:49             |
| 5.                | „Thorns of Charon - Part II (Emerge from Hades)”   | 07:00             |
| 6.                | „Thorns of Charon - Part III (Pathway to Unlight)” | 07:19             |
| 7.                | „Empress of the Shadow Land”                       | 07:21             |
| 8.                | „The Rise of Metropolis”                           | 06:05             |
|                   |                                                    | 54:28             |

| Rise from Within | Rise from Within                            | Rise from Within |
| Nr               | Tytuł utworu                                | Długość          |
| ---------------- | ------------------------------------------- | ---------------- |
| 1.               | „Furious Animosity”                         | 04:38            |
| 2.               | „Rise From Within I (Mystical Provocation)” | 07:46            |
| 3.               | „Rise From Within II (Selenium Erring)”     | 06:07            |
| 4.               | „Naked Hands”                               | 05:11            |
| 5.               | „Genesis”                                   | 01:57            |
| 6.               | „Liquid Myth”                               | 05:38            |
| 7.               | „Non Existent Equilibrium”                  | 05:55            |
| 8.               | „Rise From Within III”                      | 10:59            |
| 9.               | „Risen From Within”                         | 02:53            |
|                  |                                             | 51:04            |

| Quod Superius Sicut Inferius | Quod Superius Sicut Inferius           | Quod Superius Sicut Inferius |
| Nr                           | Tytuł utworu                           | Długość                      |
| ---------------------------- | -------------------------------------- | ---------------------------- |
| 1.                           | „Reign Unfold”                         | 05:34                        |
| 2.                           | „Inflamed Paradox”                     | 07:24                        |
| 3.                           | „Oblivious Darkness”                   | 08:35                        |
| 4.                           | „Deep Down the Cosmos”                 | 05:49                        |
| 5.                           | „Astarte”                              | 09:05                        |
| 6.                           | „Incarnate Legend of Mummy Queen”      | 06:14                        |
| 7.                           | „In Velvet Slumber”                    | 07:01                        |
| 8.                           | „Sickness”                             | 02:42                        |
| 9.                           | „Quod Superius Sicut Inferius”         | 06:14                        |
| 10.                          | „Crossing the Wounded Mirror of Death” | 07:31                        |
|                              |                                        | 1:06:09                      |

| Sirens | Sirens                              | Sirens  |
| Nr     | Tytuł utworu                        | Długość |
| ------ | ----------------------------------- | ------- |
| 1.     | „Dark Infected Circles (Outbreak)”  | 04:40   |
| 2.     | „Black Mighty Gods”                 | 05:26   |
| 3.     | „Lloth”                             | 02:38   |
| 4.     | „Bitterness of Mortality (MecomaN)” | 04:51   |
| 5.     | „Deviate”                           | 04:30   |
| 6.     | „Oceanus Procellarum (Liquid Tomb)” | 06:30   |
| 7.     | „The Ring (Of Sorrow)”              | 06:50   |
| 8.     | „Twist, Nail, Torture”              | 04:31   |
| 9.     | „Sirens”                            | 03:36   |
| 10.    | „Underwater Persephone”             | 01:30   |
|        |                                     | 45:02   |

| The Ring (of Sorrow) / Lloth (singiel) | The Ring (of Sorrow) / Lloth (singiel)                  | The Ring (of Sorrow) / Lloth (singiel) |
| Nr                                     | Tytuł utworu                                            | Długość                                |
| -------------------------------------- | ------------------------------------------------------- | -------------------------------------- |
| 1.                                     | „The Ring (of Sorrow) (feat. Shagrath of Dimmu Borgir)” | 06:50                                  |
| 2.                                     | „Lloth”                                                 | 02:38                                  |
|                                        |                                                         | 9:28                                   |

| Demonized | Demonized                             | Demonized |
| Nr        | Tytuł utworu                          | Długość   |
| --------- | ------------------------------------- | --------- |
| 1.        | „Mutter Astarte”                      | 04:43     |
| 2.        | „God I Hate Them All”                 | 05:11     |
| 3.        | „Lost”                                | 04:53     |
| 4.        | „Whispers of Chaos”                   | 01:00     |
| 5.        | „Demonized”                           | 03:59     |
| 6.        | „Lycon”                               | 05:41     |
| 7.        | „Queen of the Damned”                 | 05:29     |
| 8.        | „Heart of Flames (Burn)”              | 05:36     |
| 9.        | „God Among Men”                       | 05:05     |
| 10.       | „Everlast”                            | 03:33     |
| 11.       | „Black At Heart”                      | 04:47     |
| 12.       | „Black Star”                          | 05:28     |
| 13.       | „Princess of the Dawn (Accept Cover)” | 05:17     |
| 14.       | „Everlast II (Phoenix Rising)”        | 04:13     |
|           |                                       | 1:04:55   |